# Procureur général (Angleterre-et-Galles)
Pour les articles homonymes, voir Procureur général.
Ne doit pas être confondu avec Solliciteur général (Angleterre-et-Galles).
Le procureur général (Attorney General en anglais et Twrnai Cyffredinol en gallois), ou, en forme longue, le procureur général de Sa Majesté pour la juridiction d’Angleterre-et-Galles (His Majesty’s Attorney General for England and Wales en anglais), est l’un des officiers de justice de la Couronne dont le ressort territorial s’étend à la juridiction d’Angleterre-et-Galles.
Avec le solliciteur général (dit Solicitor General en anglais), il est responsable du bureau du procureur général, servant ainsi de conseiller juridique en chef de la Couronne et du gouvernement dans le territoire de l’Angleterre et celui du pays de Galles.
L'actuel procureur général est le travailliste Richard Hermer depuis le 5 juillet 2024.

## Historique
Le poste de procureur général existe depuis au moins 1243, les archives nationales montrant un avocat professionnel engagé pour représenter les intérêts du roi devant la Cour. Il prit pour la première fois un rôle politique en 1461, lorsque le titulaire du bureau fut cité à comparaître devant la Chambre des lords pour conseiller le gouvernement en matière de droit.
En 1673, l'Attorney General devient officiellement conseiller et représentant de la Couronne en matière juridique. Au début du XXe siècle, on a pu voir un certain abandon des poursuites pour se spécialiser dans le conseil juridique. Aujourd'hui, les poursuites judiciaires sont gérées par le service des poursuites judiciaires de la Couronne (« Crown Prosecution Service » en anglais) et les autres autorités, alors que le conseil juridique du gouvernement est dévolu au service juridique du Gouvernement (« Government Legal Service » en anglais), tous deux supervisés par le bureau du procureur général.

## Fonctions
Le procureur général est un ministre ne siégeant pas au Cabinet qui dirige le bureau du procureur général (« Attorney General’s Office » en anglais). En tant que ministre du gouvernement, il est directement responsable devant le Parlement.
Il est le conseiller juridique en chef de la Couronne et du gouvernement, et son rôle principal est de conseiller le gouvernement de toute répercussion juridique de son action. Il conseille le gouvernement dans son ensemble, mais aussi les départements ministériels indépendants. Bien que son rôle ne soit plus responsable des litiges, le procureur général représente encore la Couronne ou le gouvernement devant la cour dans certains cas particuliers, principalement les affaires importantes. Par convention, il représente aussi le gouvernement devant la Cour internationale de justice.
Le procureur général surveille le service des poursuites judiciaires de la Couronne et en nomme le directeur des poursuites publiques (Director of Public Prosecutions en anglais), ainsi que le département du treasury solicitor (« Treasury Solicitor’s Department » en anglais), le bureau des graves fraudes (« Serious Fraud Office » en anglais) et le bureau des poursuites du trésor et des douanes (« Revenue and Customs Prosecution Office » en anglais).

## Intitulés de la charge

### Dénomination anglaise
En anglais, la qualification formelle du procureur général est celle d’His Majesty’s Attorney General for England and Wales si le monarque est un homme ou celle d’Her Majesty’s Attorney General for England and Wales s’il s’agit d’une femme,, terminologies pouvant être littéralement traduites en « procureur général de Sa Majesté pour la juridiction d’Angleterre-et-Galles ».
Dans un langage plus courant, il porte le titre d’Attorney General for England and Wales (le « procureur général pour la juridiction d’Angleterre-et-Galles »), également abrégé en Attorney General (le « procureur général »),.
Avant l’entrée en vigueur du Welsh Language Act 1967 (en), une loi renommant la juridiction d’« Angleterre » (England en anglais) en celle d’« Angleterre-et-Galles » (England and Wales en anglais), l’intitulé de fonction du procureur général est Attorney General for England (le « procureur général pour l’Angleterre »). Les appellations formelles d’Her ou His Majesty’s Attorney General for England (le « procureur général de Sa Majesté pour l’Angleterre »), généralement abrégées en Her ou His Majesty’s Attorney General (le « procureur général de Sa Majesté »), sont avant cette date employées dans un style solennel.

### Dénomination galloise
En gallois, l’équivalent de la forme courte la plus courante est Twrnai Cyffredinol (le « procureur général »), dont le substantif provient de l’anglais médiéval torney. Cette appellation est en particulier reprise dans les versions galloises des publications du Gouvernement de Sa Majesté,.
La fonction est plus rarement appelée Twrnai Cyffredinol Cymru a Lloegr (le « procureur général de Galles-et-Angleterre »).

## Liste des procureurs généraux

### XIIIesiècle
- William de Boneville (1277–1278)
- William de Giselham (1278–1279)
- Gilbert de Thornton (1279–1280)
- Alanus de Walkingham (1280–1281)
- John le Fawconer (1281–1284)
- William de Selby (1284–1286)
- Gilbert de Thornton (1286–1286)
- William Inge (1286–1289)
- John de Bosco (1289–1290)

### XIVesiècle
- William de Merston (26 février 1327–1329)
- Richard de Aldeburgh (1329–1334)
- Simon de Trewythosa (c. 1334)
- William de Hepton (1334–1338)
- John de Lincoln (28 mai 1338 – 4 août 1338)
- John de Clone (4 août 1338–1338)
- William de Merington (1338–1339)
- John de Clone (1339–1342)
- William de Thorpe (1342–1343)
- John de Lincoln (1343–1343)
- John de Clone (1343–1349)
- Simon de Kegworth (1349–1353)
- Henry de Greystok (1353–1356)
- John of Gaunt (1356 – 4 mai 1360)
- Richard de Fryseby (4 mai 1360–1362)
- William de Pleste (1362–1363)
- William de Nessefield (1363 – 9 novembre 1366)
- Thomas de Shardelow (9 novembre 1366 – 20 mai 1367)
- John de Ashwell (20 mai 1367–1367)
- Michael Skilling (1367–1378)
- Thomas de Shardelow (1378–1381)
- William Ellis (1381–1381)
- Laurence Dru (1381–1384)
- William de Horneby (1384–1386)
- Edmund Brudnell (1386–1398)
- Thomas Coveley (1398 – 30 septembre 1399)
- William de Lodington (30 septembre 1399–1401)

### XVesiècle
- Thomas Coveley (1401 – 13 juillet 1407)
- Thomas Dereham (13 juillet 1407 – 17 août 1407)
- Roger Hunt (17 août 1407–1410)
- Thomas Tickhill (1410 – 16 janvier 1414)
- William Babington (16 janvier 1414–1420)
- William Babthorpe (1420 – 28 octobre 1429)
- John Vampage (28 octobre 1429 – 30 juin 1452)
- William de Nottingham (30 juin 1452 – 12 août 1461)
- John Herbert (12 août 1461–1461)
- Henry Sothill (1461 – 16 juin 1471)
- William Hussey (16 juin 1471 – 7 mai 1481)
- William Huddersfield (7 mai 1481 – 28 mai 1483)
- Morgan Kidwelly (28 mai 1483 – 20 septembre 1485)
- William Hody (20 septembre 1485 – 3 novembre 1486)
- James Hobart (3 novembre 1486 – avril 1509)

### XVIesiècle
- John Ernley (avril 1509 – 26 janvier 1518)
- John Fitz-James (26 janvier 1518 – février 1522)
- John Roper (février 1522 – 1er avril 1524)
- Ralph Swillington (1er avril 1524 – août 1525)
- Richard Lyster (août 1525 – 3 juin 1529)
- Christopher Hales (3 juin 1529 – 10 juillet 1535)
- Sir John Baker (10 juillet 1535 – 8 novembre 1540)
- Sir William Whorwood (8 novembre 1540 – 8 juin 1545)
- Henry Bradshaw (8 juin 1545 – 21 mai 1552)
- Edward Griffin (21 mai 1552 – 22 janvier 1559)
- Sir Gilbert Gerard (22 janvier 1559 – 1er juin 1581)
- Sir John Popham (1er juin 1581 – 2 juin 1592)
- Sir Thomas Egerton (2 juin 1592 – 10 avril 1594)
- Sir Edward Coke (10 avril 1594 – 4 juillet 1606)

### XVIIesiècle
- Sir Henry Hobart (4 juillet 1606 – 27 octobre 1613)
- Sir Francis Bacon (27 octobre 1613 – 12 mars 1617)
- Sir Henry Yelverton (12 mars 1617 – 11 janvier 1621)
- Sir Thomas Coventry (11 janvier 1621 – 31 octobre 1625)
- Sir Robert Heath (31 octobre 1625 – 27 octobre 1631)
- William Noy (27 octobre 1631 – 27 septembre 1634)
- Sir John Banks (27 septembre 1634 – 29 janvier 1641)
- Sir Edward Herbert (29 janvier 1641 – 3 novembre 1645)
- Thomas Gardiner (3 novembre 1645–1649)
- Oliver St John (mai 1644 – 10 janvier 1649)
- William Steele (10 janvier 1649 – 9 avril 1649)
- Edmund Prideaux (9 avril 1649–1659)
- Robert Reynolds (1659 – 31 mai 1660)
- Sir Edward Herbert (1649–1653)
- Sir Geoffrey Palmer, Bt (31 mai 1660 – 10 mai 1670)
- Sir Heneage Finch (10 mai 1670 – 12 novembre 1673)
- Sir Francis North (12 novembre 1673 – 25 janvier 1675)
- Sir William Jones (25 janvier 1675 – 27 octobre 1679)
- Sir Creswell Levinge (27 octobre 1679 – 24 février 1681)
- Sir Robert Sawyer (24 février 1681 – 13 décembre 1687)
- Sir Thomas Powis (en) (13 décembre 1687 – décembre 1688)
- Sir Henry Pollexfen (mars 1689 – 4 mai 1689)
- Sir George Treby (en) (4 mai 1689 – 3 mai 1692)
- Sir John Somers (3 mai 1692 – 30 mars 1693)
- Sir Edward Ward (30 mars 1693 – 8 juin 1695)
- Sir Thomas Trevor (8 juin 1695 – 28 juin 1701)

### XVIIIesiècle
- Sir Edward Northey (28 juin 1701 – 26 avril 1707)
- Sir Simon Harcourt (26 avril 1707 – 22 octobre 1708)
- Sir James Montagu (22 octobre 1708 – 19 septembre 1710)
- Sir Simon Harcourt (19 septembre 1710 – 19 octobre 1710)
- Sir Edward Northey (19 octobre 1710 – 18 mars 1718)
- Sir Nicholas Lechmere (18 mars 1718 – 7 mai 1720)
- Sir Robert Raymond (7 mai 1720 – 1er février 1724)
- Sir Philip Yorke (1er février 1724 – janvier 1734)
- Sir John Willes (janvier 1734 – 28 janvier 1737)
- Sir Dudley Ryder (28 janvier 1737 – mai 1754)
- William Murray (mai 1754 – 3 novembre 1756)
- Sir Robert Henley (3 novembre 1756 – 1er juillet 1757)
- Sir Charles Pratt (1er juillet 1757 – 25 janvier 1762)
- Charles Yorke (25 janvier 1762 – 16 décembre 1763)
- Sir Fletcher Norton (16 décembre 1763 – 17 septembre 1765)
- Charles Yorke (17 septembre 1765 – 6 août 1766)
- William de Grey (6 août 1766 – 26 janvier 1771)
- Edward Thurlow (26 janvier 1771 – 11 juin 1778)
- Alexander Wedderburn (11 juin 1778 – 21 juillet 1780)
- James Wallace (21 juillet 1780 – 18 avril 1782)
- Lloyd Kenyon (18 avril 1782 – 2 mai 1783)
- James Wallace (2 mai 1783 – novembre 1783) (mort en fonction)
- John Lee (22 novembre 1783 – 19 décembre 1783)
- Lloyd Kenyon (26 décembre 1783 – 31 mars 1784)
- Richard Pepper Arden (31 mars 1784 – 28 juin 1788)
- Sir Archibald Macdonald (28 juin 1788 – 14 février 1793)
- Sir John Scott (14 février 1793 – 18 juillet 1799)
- Sir John Mitford (18 juillet 1799 – 14 février 1801)

### XIXesiècle
- Sir Edward Law (14 février 1801 – 15 avril 1802)
- Spencer Perceval (15 avril 1802 – 12 février 1806)
- Sir Arthur Piggott (12 février 1806 – 1er avril 1807)
- Sir Vicary Gibbs (1er avril 1807 – 26 juin 1812)
- Sir Thomas Plumer (26 juin 1812 – 4 mai 1813)
- Sir William Garrow (4 mai 1813 – 7 mai 1817)
- Sir Samuel Shepherd (7 mai 1817 – 24 juillet 1819)
- Sir Robert Gifford (24 juillet 1819 – 9 janvier 1824)
- Sir John Copley (9 janvier 1824 – 20 septembre 1826)
- Sir Charles Wetherell (20 septembre 1826 – 27 avril 1827)
- Sir James Scarlett (27 avril 1827 – 19 février 1828)
- Sir Charles Wetherell (19 février 1828 – 29 juin 1829)
- Sir James Scarlett (29 juin 1829 – 19 novembre 1830)
- Sir Thomas Denman (24 novembre 1830 – 26 novembre 1832)
- Sir William Horne (26 novembre 1832 – 1er mars 1834)
- Sir John Campbell (1er mars 1834 – 14 novembre 1834)
- Sir Frederick Pollock (17 décembre 1834 – 8 avril 1835)
- Sir John Campbell (30 avril 1835 – 3 juillet 1841)
- Sir Thomas Wilde (3 juillet 1841 – 30 août 1841)
- Sir Frederick Pollock (6 septembre 1841 – 15 avril 1844)
- Sir William Webb Follett (15 avril 1844 – 29 juin 1845)
- Sir Frederic Thesiger (29 juin 1845 – 27 juin 1846)
- Sir Thomas Wilde (7 juillet 1846 – 17 juillet 1846)
- Sir John Jervis (en) (17 juillet 1846 – 11 juillet 1850)
- Sir John Romilly (11 juillet 1850 – 28 mars 1851)
- Sir Alexander Cockburn (12e baronnet) (28 mars 1851 – 21 février 1852)
- Sir Frederic Thesiger (27 février 1852 – 17 décembre 1852)
- Sir Alexander Cockburn (12e baronnet) (28 décembre 1852 – 15 novembre 1856)
- Sir Richard Bethell (15 novembre 1856 – 21 février 1858)
- Sir Fitzroy Kelly (21 février 1858 – 11 juin 1859)
- Sir Richard Bethell (18 juin 1859 – 4 juillet 1861)
- Sir William Atherton (4 juillet 1861 – 2 octobre 1863)
- Sir Roundell Palmer (2 octobre 1863 – 26 juin 1866)
- Sir Hugh Cairns (10 juillet 1866 – 29 octobre 1866)
- Sir John Rolt (29 octobre 1866 – 18 juillet 1867)
- Sir John Burgess Karslake (18 juillet 1867 – 1er décembre 1868)
- Sir Robert Collier (12 décembre 1868 – 10 novembre 1871)
- Sir John Duke Coleridge (10 novembre 1871 – 20 novembre 1873)
- Sir Henry James (20 novembre 1873 – 17 février 1874)
- Sir John Burgess Karslake (27 février 1874 – 20 avril 1874)
- Sir Richard Baggallay (20 avril 1874 – 25 novembre 1875)
- Sir John Holker (25 novembre 1875 – 21 avril 1880)
- Sir Henry James (3 mai 1880 – 9 juin 1885)
- Sir Richard Everard Webster (27 juin 1885 – 28 janvier 1886)
- Sir Charles Arthur Russell (9 février 1886 – 20 juillet 1886)
- Sir Richard Everard Webster (5 août 1886 – 11 août 1892)
- Sir Charles Arthur Russell (20 août 1892 – 3 mai 1894)
- Sir John Rigby (3 mai 1894 – 24 octobre 1894)
- Sir Robert Reid (24 octobre 1894 – 21 juin 1895)
- Sir Richard Everard Webster (8 juillet 1895 – 7 mai 1900)

### XXesiècle
- Sir Robert Finlay (7 mai 1900 – 4 décembre 1905)
- Sir John Lawson Walton (12 décembre 1905 – 28 janvier 1908)
- Sir William Robson (28 janvier 1908 – 7 octobre 1910)
- Sir Rufus Isaacs (7 octobre 1910 – 19 octobre 1913)
- Sir John Simon (19 octobre 1913 – 25 mai 1915)
- Sir Edward Carson (25 mai 1915 – 19 octobre 1915) (démission)
- Sir F. E. Smith (3 novembre 1915 – 10 janvier 1919)
- Sir Gordon Hewart (10 janvier 1919 – 6 mars 1922)
- Sir Ernest Pollock (6 mars 1922 – 19 octobre 1922)
- Sir Douglas Hogg (24 octobre 1922 – 22 janvier 1924)
- Sir Patrick Hastings (en) (23 janvier 1924 – 3 novembre 1924)
- Sir Douglas Hogg (6 novembre 1924 – 28 mars 1928)
- Sir Thomas Inskip (28 mars 1928 – 4 juin 1929)
- Sir William Jowitt (7 juin 1929 – 26 janvier 1932)
- Sir Thomas Inskip (26 janvier 1932 – 18 mars 1936)
- Sir Donald Somervell (18 mars 1936 – 25 mai 1945)
- Sir David Maxwell Fyfe (25 mai 1945 – 26 juillet 1945)
- Sir Hartley Shawcross (4 août 1945 – 24 avril 1951)
- Sir Frank Soskice (24 avril 1951 – 26 octobre 1951)
- Sir Lionel Heald (3 novembre 1951 – 18 octobre 1954)
- Sir Reginald Manningham-Buller (18 octobre 1954 – 16 juillet 1962)
- Sir John Hobson (16 juillet 1962 – 16 octobre 1964)
- Sir Elwyn Jones (18 octobre 1964 – 19 juin 1970)
- Sir Peter Rawlinson (23 juin 1970 – 4 mars 1974)
- Samuel Silkin (7 mars 1974 – 4 mai 1979)
- Sir Michael Havers (6 mai 1979 – 13 juin 1987)
- Sir Patrick Mayhew (13 juin 1987 – 10 avril 1992)
- Sir Nicholas Lyell (10 avril 1992 – 2 mai 1997)
- Sir John Morris (6 mai 1997 – 29 juillet 1999)
- Gareth Williams (29 juillet 1999 – 11 juin 2001)

### XXIesiècle
- Peter Goldsmith (11 juin 2001 – 27 juin 2007)
- Baronne Scotland of Asthal (27 juin 2007 – 11 mai 2010)
- Dominic Grieve (12 mai 2010 - 15 juillet 2014)
- Jeremy Wright (15 juillet 2014 - 9 juillet 2018)
- Geoffrey Cox (9 juillet 2018 - 13 février 2020)
- Suella Braverman (13 février 2020 - 6 septembre 2022)
- Michael Ellis (6 septembre 2022 - 25 octobre 2022)
- Victoria Prentis (25 octobre 2022 - 5 juillet 2024)
- Richard Hermer (depuis le 5 juillet 2024)